# Narsingdi (zila)
Narsingdi is een district (zila) in de divisie Dhaka van Bangladesh. Het district telt ongeveer 1,9 miljoen inwoners en heeft een oppervlakte van 1141 km². De hoofdstad is de stad Narsingdi.
Narsingdi is onderverdeeld in 6 upazila/thana (subdistricten), 69 unions, 1060 dorpen en 3 gemeenten.